# Heilig-Geist-Spital (Blaubeuren)
Das Heilig-Geist-Spital in Blaubeuren ist ein mittelalterliches Gebäude, das heute das Urgeschichtliche Museum beherbergt.

## Geschichte
Zwischen 1420 und 1424 stifteten Blaubeurer Bürger und der Generalvikar des Bischofs von Konstanz, Magister Johannes Ruess, das Blaubeurer Spital. Blaubeuren war zu dieser Zeit eine gräflich Helfensteinische Stadt, die aber 1474 an Württemberg verkauft wurde. Das Spital wurde mit der Zeit eine wichtige und wohlhabende Institution.
1938 wurde das Spital aufgehoben und der Stadt Blaubeuren übertragen. Nach der Zusammenlegung mit dem Bürgerhaus wurde das Gebäude zum Altersheim, in dem bis 2008 Personen gepflegt wurden.

## Besonderheiten
In der früheren Eingangshalle, einer früheren Kapelle, ist eine Reihe von Wandmalereien erhalten, die Szenen aus dem Leben der „Heiligen-Elisabeth von der Wartburg“ aus dem 15. Jahrhundert zeigen.

## Heute
Heute befindet sich das Urgeschichtliche Museum in dem Gebäude und zeigt Fundstücke, die in Höhlen der Schwäbischen Alb gefunden wurden.